# Bernhard von Lindenau

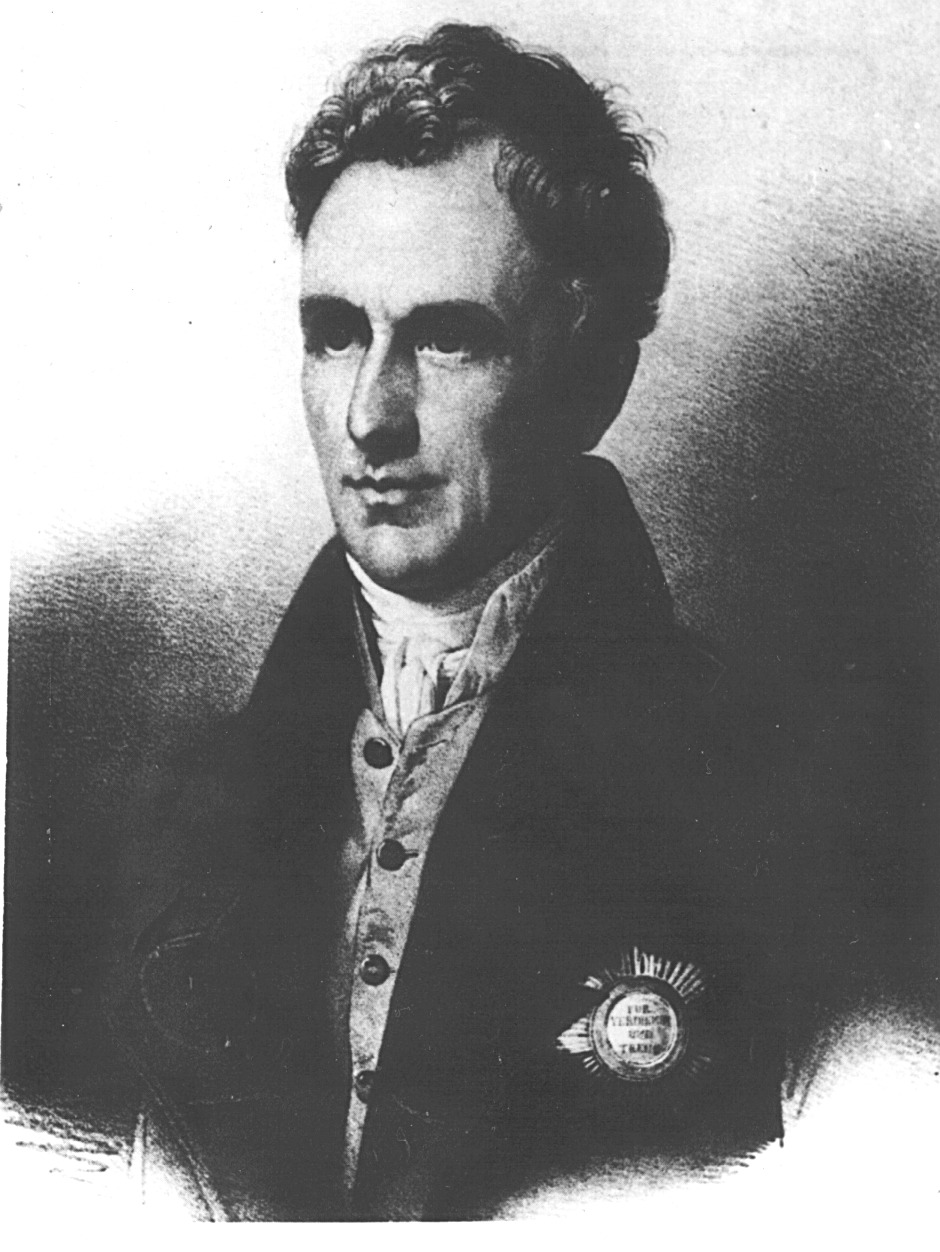
Bernhard von Lindenau

Bernhard August von Lindenau (* 11. Juni 1779 in Pohlhof bei Altenburg; † 21. Mai 1854 ebenda) war ein deutscher Jurist, Astronom, Minister und Mäzen. Nach der sächsischen Verfassung von 1831 war er bis 1843 der erste Vorsitzende des Gesamtministeriums (Regierungschef) und bis 1834 zugleich Innenminister. Während der Revolution 1848 gehörte er der Frankfurter Nationalversammlung an. Aus seiner Kunstsammlung ging das Lindenau-Museum Altenburg hervor.
Bernhard von Lindenau gilt als einer der bedeutendsten Staatsmänner des Königreichs Sachsen, der insbesondere für enge Beziehungen des Königreichs zu den sächsischen Herzogtümern stand.

## Leben
Lindenau war der Sohn von Johann August von Lindenau, Herr auf Pohlhof, Windischleuba und Nobitz, sachsen-altenburgischer Appellationsgerichtsrat und Landschaftsdirektor, und seiner Ehefrau Agnes geborene Senfft von Pilsach. Er studierte nach Privatunterricht an der Universität Leipzig Rechte, Kameralistik und Mathematik, ab 1798 war er als Staatsbeamter im Herzogtum Sachsen-Gotha-Altenburg, zunächst in Altenburg, ab 1801 als Kammerrat in Gotha tätig. Hier begannen seine astronomischen Studien bei Oberstallmeister Georg Gottlieb Leberecht von Hardenberg und schließlich bei Franz Xaver von Zach auf der Seeberg-Sternwarte am Rande der Stadt.

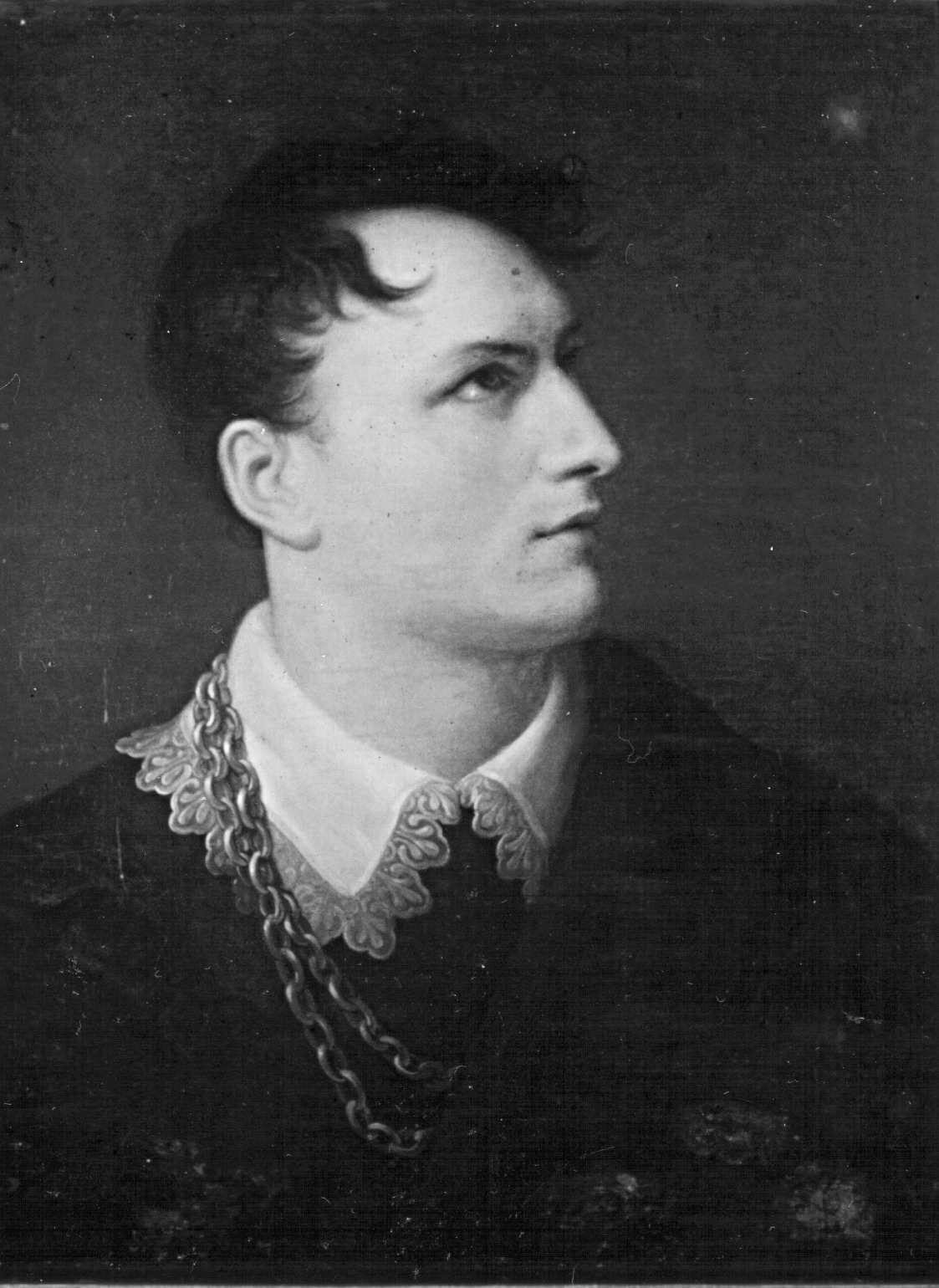
Bernhard von Lindenau, Gemälde von Johann Matthias Grassi, 1814

1804 musste er infolge der Abreise Zachs die Sternwarte interimistisch übernehmen. Nach einer Zwischenzeit in Altenburg wurde er von Herzog August von Sachsen-Gotha-Altenburg zum Direktor der Sternwarte berufen. Er pflegte engen Kontakt zu Carl Friedrich Gauß, der mehrfach auf dem Seeberg weilte. Nachdem 1813 die Sternwarte von den Franzosen geplündert worden war, nahm er noch im gleichen Jahr als General-Adjutant des Herzogs Carl August von Sachsen-Weimar-Eisenach am Befreiungskrieg teil. Er wurde in dieser Funktion im Frühjahr 1814 nach Paris gesandt, wo er bei einem Duell schwer verwundet wurde.
Von 1815 bis 1818 gab er die Zeitschrift für Astronomie und verwandte Wissenschaften heraus. In dieser Zeit (1817) wurde er allerdings in den Staatsdienst zurückberufen und musste von der Astronomie Abschied nehmen. Er wurde wiederum in Altenburg Vizepräsident der Ständekammer.
Ab 1820 wurde er Minister und Geheimer Rat in Gotha und musste ab 1822 für den krankheitsbedingt unzurechnungsfähigen Herzog Friedrich IV. die Regierungsgeschäfte übernehmen, was ihm im Gothaer Volksmund den Beinamen „Herzog Bernhard“ einbrachte. Durch seine umsichtige Arbeit blieb das Herzogshaus bis zum Tode Friedrichs 1825 handlungsfähig. 1821 legte von Lindenau einen reformierten Verfassungsentwurf vor, der von der Ständekammer zwar angenommen, durch den Tod des Herzogs 1822 aber trotzdem nicht umgesetzt wurde.
1822 wurde von Lindenau in die American Academy of Arts and Sciences gewählt.
Nach der folgenden Neuorganisation der Thüringer Herzogtümer trat Lindenau 1827 in den Dienst des Königreichs Sachsen. Zunächst Gesandter beim Bundestag in Frankfurt am Main, ging er 1829 nach Dresden, wo er Mitglied des Geheimen Rates und 1830 Kabinettsminister bzw. nach Einführung der ersten sächsischen Verfassung am 1. Dezember 1831 Vorsitzender des neugeschaffenen Gesamtministeriums wurde. In dieser Funktion war er bis zu seinem Abschied 1843 tätig. Von 1831 bis 1834 übte er zugleich auch das Amt des Innenministers aus.
1828 stellte von Lindenau erneut sein diplomatisches Geschick unter Beweis, als er als Reaktion auf die Gründung zweier Handelsvereine nördlich und südlich Sachsens, die Gründung des Mitteldeutschen Handelsvereins mit forcierte. Ein entsprechender Vertrag zwischen den sächsischen Herzogtümern und dem Königreich wurde auf dem Oberschönaer Gut der von Carlowitz am 26. März 1828 unterzeichnet. Auch Hessen-Kassel trat dem Vertragsgebiet bei und nicht dem unter preußischer Führung stehenden Preußisch-Hessischen Zollverein.

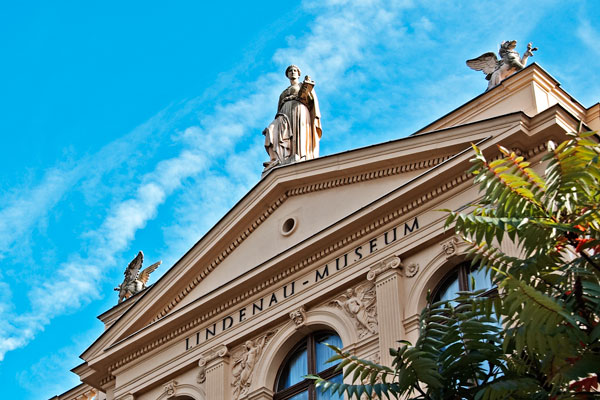
Das Lindenau-Museum in Altenburg

Lindenau erhielt zahlreiche Ehrungen für seine wissenschaftliche und politische Tätigkeit und wurde Mitglied mehrerer wissenschaftlicher Gesellschaften und Akademien. 1837 wurde er Ehrendoktor der Universität Leipzig. Für Franz Xaver von Zach blieb er bis zu dessen Tode 1832 der Rechtsberater und Vermögensverwalter. Daraus bildete er die Lindenau-Zachsche-Stiftung zur Förderung junger Künstler und Techniker. In Altenburg entstand aus seinen Kunstsammlungen das Lindenau-Museum.
Vom 18. Mai bis zum 18. September 1848 war er fraktionsloser Abgeordneter für Sachsen-Altenburg in der Frankfurter Nationalversammlung. Er gehörte unter anderem dem Geschäftsordnungsausschuss an und fungierte als Zweiter Alterspräsident in der Eröffnungssitzung.

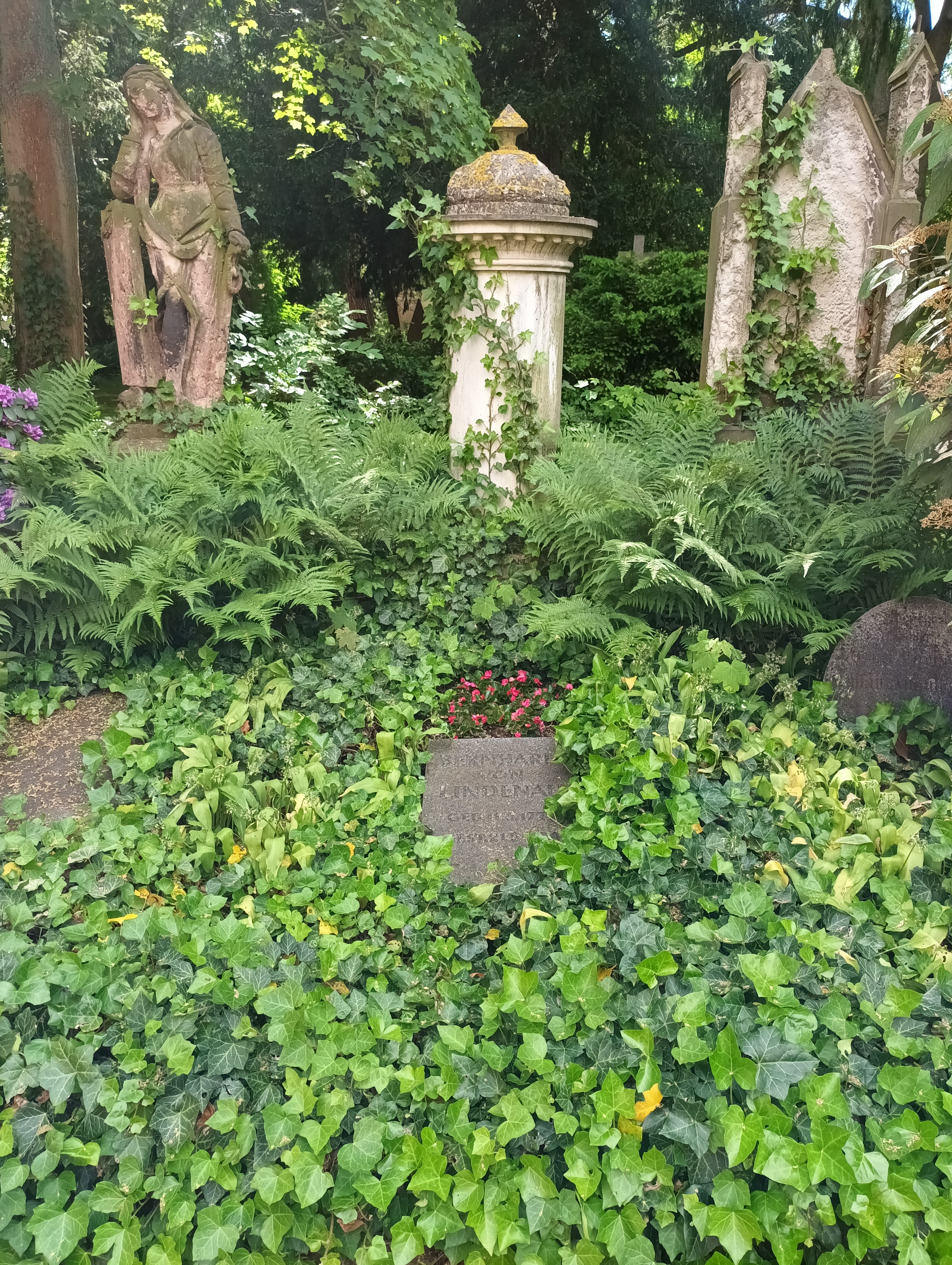
Grabstätte Bernhard von Lindenau

Er starb am 21. Mai 1854 75-jährig im Pohlhof, dem Rittergut seiner Eltern und Großeltern. Zu seiner Beisetzung sandte die Stadt Dresden und die Königlich-Sächsische Gesellschaft der Wissenschaften zu Leipzig, der er seit 1846 als ordentliches Mitglied angehörte, Abgeordnete. Er wurde auf dem Friedhof in Altenburg unweit der Gottesackerkirche beigesetzt.
Der Asteroid (9322) Lindenau und der Mondkrater Lindenau wurden nach ihm benannt. Seit dem 6. Dezember 1999 trägt der Platz vor dem Sächsischen Landtag seinen Namen, seit 2007 die 49. Grundschule in Dresden-Plauen
Seit 1995 vergibt der Museumsverband Thüringen e. V. die Bernhard-von-Lindenau-Medaille zur Würdigung außerordentlicher Verdienste um das thüringische Museumswesen.

## Schriften (Auswahl)
- Tables barometriques. Becker, Gotha 1809. (Digitalisat)
- Tabulae Veneris novae et correctae. Becker, Gotha 1810. (Digitalisat)
- Tabulae Martis novae et correctae ex theoria gravitatis clarissimi de La Place et ex observationibus recentissimis erutae. Schoen, Eisenberg 1811. (Digitalisat)
- Investigatio nova orbitae a Mercurio circa Solem descriptae, accedunt tabulae planetae ex elementis recens repertis et theoria gravitatis. Becker, Gotha 1913. (Digitalisat)
- Verfassung des Kunst- und Handwerksvereins im Herzogthum Altenburg. Hofbuchdruckerei, Altenburg 1823. (Digitalisat)
- Negativer Beitrag zur Erklärung kometarischer Schweif- und Nebelbildungen. In: Astronomische Nachrichten Nr. 689. 1849. (Digitalisat)